# Smakt
Smakt  es un pueblo de la provincia neerlandesa de Limburgo . Con 205 habitantes ( 1 de enero de 2023 ), es el pueblo eclesiástico más pequeño del municipio de Venray y forma junto con Holthees una comunidad rural ( Smakt-Holthees ).
El pueblo gemelo es Holthees (que tiene aproximadamente 450 habitantes) se encuentra en el municipio de Land van Cuijk ( Brabante Septentrional ). Ambos se encuentran en la línea ferroviaria de Venlo a Nimega y en la frontera provincial entre Limburgo y Brabante Septentrional.
Smakt es conocido como lugar de peregrinación de San José (el único en los Países Bajos) y alrededor de su onomástica ( 19 de marzo ) son muchos los peregrinos que vienen a visitar la pequeña Capilla de San José . Debido a que el Pieterpad también pasa por la iglesia, muchos caminantes lo conocen. La capilla fue completamente restaurada en 2008. El restaurante 't Pelgrimshuis se encuentra cerca.
Entre los dos pueblos hay un monumento a los caídos a orillas del Loobeek en memoria de los ciudadanos que murieron como resultado de la violencia durante la Segunda Guerra Mundial .

Localización en el municipio de Venray

## Etimología
En 1842, se mencionaba la palabra “Smackt”, y se decía que su origen estaba relacionado con el sentimiento de añoranza o languidez, posiblemente vinculado a la tierra pobre.

## Historia
Hasta hace poco, Smakt era una pequeña aldea con escasas viviendas. En 1648, se erigió una iglesia fronteriza en honor a Santa Lucía para los habitantes de (Brabante) Holthees. Smakt se encontraba justo al otro lado de la frontera, en el Alto Gelre español, donde se permitía la práctica del culto católico

En 1699, se erigió la Sint-Jozefkapel para los habitantes de Smakt y Holthees. Después de 1877, Smakt se convirtió en un lugar de peregrinación, se construyó una iglesia y en 1910 se completó la Casa de Peregrinos, donde los peregrinos podían comer, beber y comprar devocionales. En 1944, Smakt sufrió daños debido a actos de guerra, pero se reparó. En 1949, los carmelitas se establecieron en Smakt, fundando un seminario y organizando peregrinaciones. La nueva Iglesia de San José se completó en 1969. Además, en 2006 se inauguró el Pieterpad, que también incluyó una visita a Smakt

## Monumentos
El complejo de peregrinación, que incluye:
- Capilla de San José
- Monasterio de las Carmelitas de San José
- Iglesia de San José

## Naturaleza y paisaje
Smakt se encuentra en la línea ferroviaria Nimega-Venlo, pero no tiene estación. Se encuentra situado en el valle de Loobeek (coincidiendo aquí con el Canal de Derivación ), a una altitud de aproximadamente dieciséis metros. En el oeste se encuentran Overloonsche Duinen, en el sureste Boschhuizerbergen y Landgoed Geijsteren, todas reservas naturales con bosques de coníferas, brezales y restos de arena flotante. Al suroeste se encuentra el polígono industrial de Smakterheide y al este se llega al valle del Mosa .

## Asociaciones
La comunidad Smakt-Holthees cuenta con las siguientes asociaciones/organizaciones:
- Fundación de Gestión Blokhut de Halt
- Asociación de carnaval los Keavers
- Club de gimnasia para damas
- Coro Mixto Smakt-Holthees
- Patrimonio histórico Holthees-Smakt
- Asociación Católica de Ancianos Holthees-Smakt
- Asociación musical Onze Lieve Vrouwe Gilde Holthees-Smakt
- asociación naranja
- Consejo de padres de la escuela primaria St. Jozef
- Grupo infantil De Rakkertjes (PSZ)
- Club de perros policía
- Comité de San Nicolás
- Fundación Centro de Reuniones Abierto
- Fundación María Capilla
- Asociación de teatro Kom Op
- Club de fútbol Holthees-Smakt
- Asociación de mujeres Holthees-Smakt

## Centros cercanos
Venray, Maashees, Holthees